# Guilherme Adonai
Guilherme Adonai, mais conhecido como ADONAI, é um cantor, compositor e MC de Reggae, Rap e Dancehall Brasileiro, trabalhando profissionalmente desde 2008.
Apesar de ter se lançado na cena através de seu álbum de estréia Adonai - Reggae Presidente de 2011, ficou muito conhecido por sua atuação como frontman do grupo Cidade Verde Sounds desde 2008, tendo lançado 7 álbuns durante sua carreira, sendo eles: 
Adonai - Reggae Presidente (2011)
Cidade Verde Sounds - Missão de Paz (2013)
Cidade Verde Sounds - In Jamaica (2014)
Cidade Verde Sounds - O Jogo (2016)
Cidade Verde Sounds - UMDO12(2017)
Cidade Verde Sounds - Acústico (2018)
Adonai - Quimera (2019)

Com mais de 10 anos de história o grupo Cidade Verde Sounds fez parcerias com grandes artistas do cenário e alcançou muita expressividade no mercado underground de Reggae brasileiro, tendo feito centenas de shows por todo o Brasil e a America do Sul. Entre alguns dos maiores nomes  com os quais gravaram estão: Sizzla (JA), Eek a Mouse (JA), Ranking Joe (JA), Negra Li (BR), Ponto de Equilibrio (BR), Lucas Lucco (BR), 1 kilo (BR), Costa Gold (BR) entre outros.
Em 2014 Adonai e o grupo Cidade Verde passaram um tempo na Jamaica para estudar a fundo a cultura do Reggae, tendo produzido o documentário Cidade Verde Sounds - in Jamaica, que pode ser encontrado no youtube, o documentário mostra uma imersão na cultura e a gravação de um disco homônimo, recheado de participações de figurões da história do Reggae, gravado nos estúdios da Tuff Gong internacional, pertencentes a família Marley.
1. ↑  https://rollingstone.uol.com.br/noticia/exclusivo-negra-li-se-entrega-ao-reggae-ao-lado-de-adonai-em-novo-clipe-viajantes/
2. ↑  https://g1.globo.com/pop-arte/musica/blog/mauro-ferreira/post/2019/04/04/adonai-voz-do-duo-de-reggae-cidade-verde-sounds-se-une-a-negra-li-em-single-da-carreira-solo.ghtml
3. ↑  http://www.surforeggae.com/noticias.asp?ID=2554

Atualmente, Adonai é assinado com a gravadora White Monkey Records, responsável por seu trabalho Adonai - Quimera de 2019 e segue em atividade constante.